# Die Puppe
Die Puppe is een Duitse filmkomedie uit 1919 onder regie van Ernst Lubitsch.

## Verhaal
Baron de Chanterelle is bang dat zijn geslacht zal uitsterven. Hij belooft zijn neef Lancelot daarom een riante bruidsschat, als hij trouwt. Lancelot is echter bang van vrouwen. Dan ontdekt hij het atelier van Hilarius, waar levende poppen worden vervaardigd.

## Rolverdeling
| Acteur             | Personage                 |
| ------------------ | ------------------------- |
| Ossi Oswalda       | Ossi                      |
| Hermann Thimig     | Lancelot                  |
| Victor Janson      | Hilarius                  |
| Jakob Tiedtke      | Abt                       |
| Gerhard Ritterband | Leerling                  |
| Marga Köhler       | Vrouw van Hilarius        |
| Max Kronert        | Baron de Chanterelle      |
| Paul Morgan        | Hippolyt                  |
| Josefine Dora      | Kindermeisje van Lancelot |